# St. Stephan (Tangermünde)

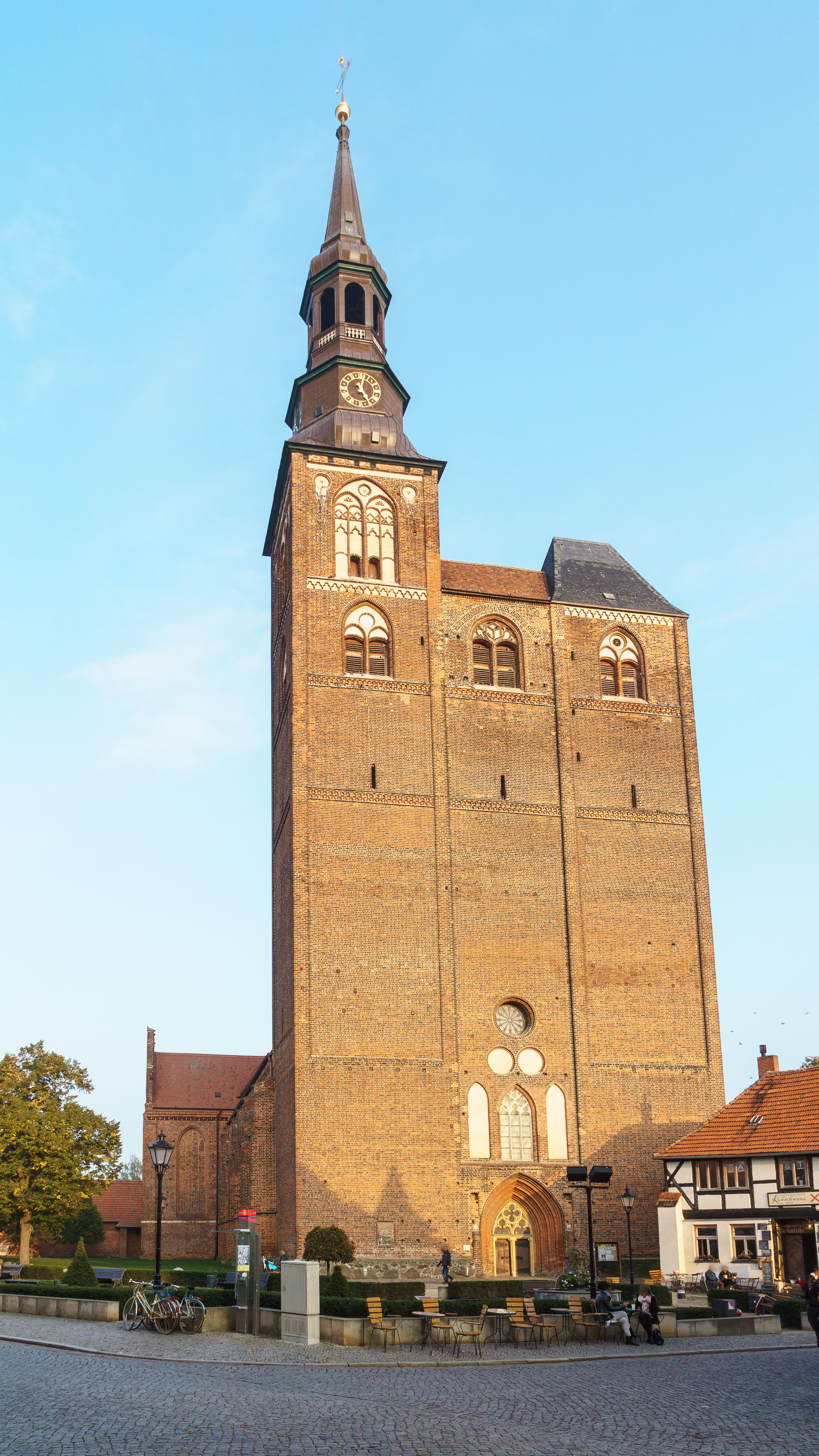
St. Stephan in Tangermünde

St. Stephan ist eine im Stil der norddeutschen Backsteingotik errichtete evangelische Kirche in Tangermünde. Dieses Bauwerk wird zu den herausragenden Denkmalen europäischen Ranges in diesem Baustil gezählt.

## Geschichte

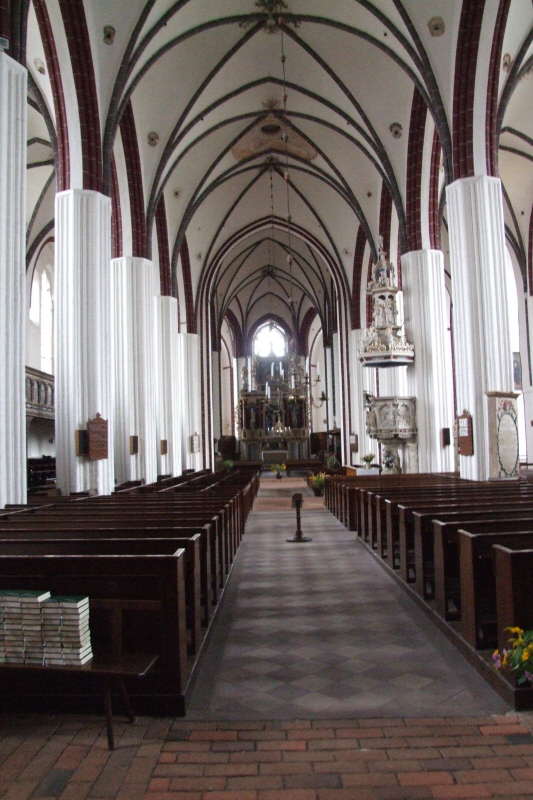
Langhaus

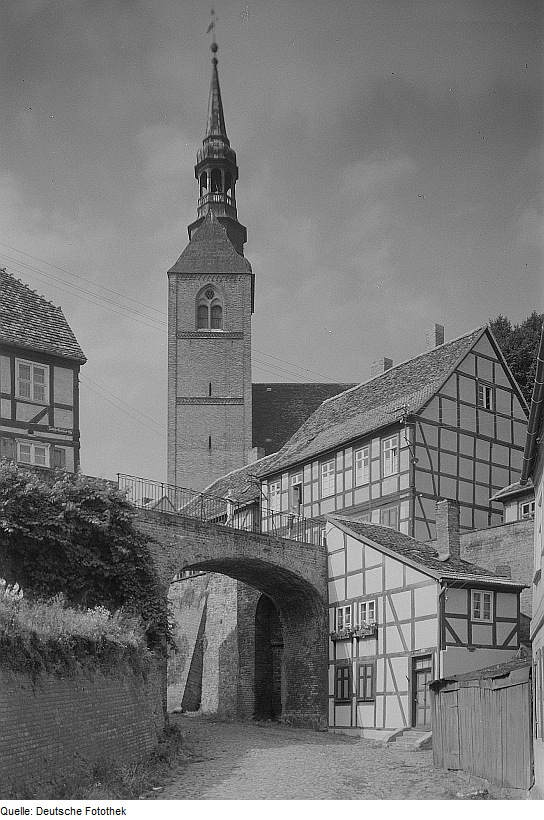
Die Kirche (aufgenommen zwischen 1950 und 1977)

An der Stelle der heutigen Kirche stand als Vorgängerbau eine romanische Backsteinbasilika mit Lang- und Querhaus, einem Chor, einer Hauptapsis und zwei Nebenapsiden. Dieses Gebäude bestand bereits vor 1188. Teile dieses Baues sind in den Neubau von St. Stephan einbezogen worden. Das Querhaus dieser Kirche bestimmte die Breite des Langhauses der heutigen Kirche. So finden sich an der Nordseite des Langhauses noch zwei romanische Fenster, und Teile des Mauerwerks des Vorgängerbaus sind erkennbar.
Häufig wird Kaiser Karl IV., der zwischen 1373 und 1378 in Tangermünde residierte, als Auftraggeber für den Kirchenbau erwähnt. Richtig daran ist, dass er ein Augustinerchorherrenstift auf der Burg gründete und diesem die Pfarrkirche St. Stephan als Einnahmequelle übertrug. Dort leisteten die Chorherren den Chordienst und betreuten die Nebenaltäre. Heute wird weitgehend ausgeschlossen, dass der Kaiser den Neubau beauftragte.

Im späten Mittelalter erfolgte in mehreren Phasen der Bau der heute stehenden dreischiffigen gotischen Hallenkirche. Nach 1350 entstanden zunächst die nördliche Langhauswand und die Südwand mit Nischen. Um 1405 wurde der Dachstuhl errichtet und das Kreuzrippengewölbe eingezogen. 

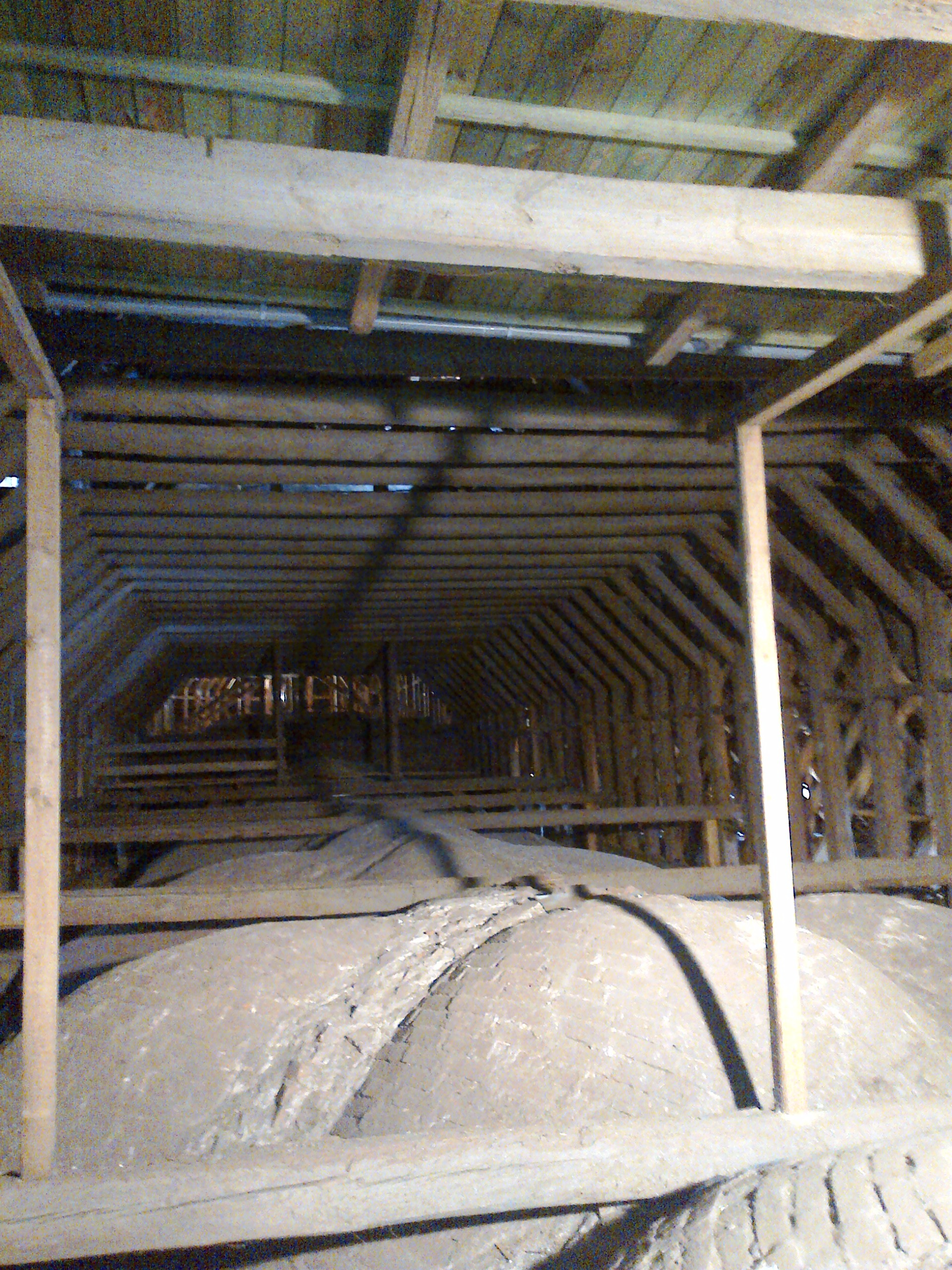
Kreuzgewölbe und Dachstuhl

 Ungewöhnlich sind die achteckigen profilierten Pfeiler. Der Südturm blieb bis heute unvollendet. Um 1450 wurde mit dem Bau des neuen Chores begonnen. Es entstanden zunächst die neuen Außenmauern des Chorumgangs und die Flügel des Querhauses. Dann erst wurde der alte Chor abgetragen. Die Pfeiler zwischen Binnenchor und Umgang sind mächtige Rundstützen mit vier vorgeblendeten Diensten, die das kräftig profilierte Gewölbe tragen. Das Chordach wurde um 1475 gedeckt.
Bei einem großen Stadtbrand im Jahr 1617 wurde auch die Kirche beschädigt. Die Spitze des Nordturmes stürzte herunter. Erst im Jahr 1714 erhielt der nördliche Turm dann seine heutige im Stil des Barock gestaltete Haube. Die Holzkonstruktion der Turmhaube wurde von 1998 bis 2000 grundlegend saniert, die obersten 15 m der Turmspitze als Ganzes mit einem Kran heruntergehoben und nach dem Instandsetzen wieder aufgesetzt. Mit einer Höhe von 87,5 m ist der Nordturm der höchste Kirchturm der gesamten Altmark.
Dem Brand fielen 1617 auch viele Teile der Ausstattung zum Opfer. Langhausempore, Kanzel, Orgel und Chorgestühl mussten erneuert werden. Der beschädigte Altar wurde erst 1705 ersetzt.
|  |  |

## Ausstattung
Bemerkenswert ist die noch weitgehend original aus dem 17. Jahrhundert erhaltene Ausstattung der Kirche. Im Inneren der Kirche wurde die farbige Raumgestaltung aus der Zeit der Spätgotik wieder hergestellt.
Von 1619 stammt die steinerne Kanzel. Sie wird dem Magdeburger Bildhauer Christoph Dehne zugeschrieben. Sie zeigt stilistische Merkmale der Spätrenaissance und des Manierismus. Dargestellt ist Moses als Kanzelträger, der die Gesetzestafeln betrachtet. Weiter sind vollplastische Figuren der Apostel und Reliefs mit zentralen Themen der Bibel angebracht.
Ein sehr großes, in diesen Dimensionen in der Altmark einmaliges, barockes Hochaltarretabel wurde 1705 aufgestellt. Der dreigeschossige hölzerne Aufbau hat Türen für den Abendmahlsumgang. Das Hauptgeschoss zeigt Moses und Johannes den Täufer, die eine Kreuzigungsdarstellung flankieren. Petrus und Paulus begleiten Christi, der hier als Löwe aus dem Stamme Juda dargestellt ist.
Im Nordteil des Langhauses erstreckt sich eine hölzerne Empore. Deren Brüstung trägt 41 Bildfelder. Diese zeigen Szenen aus der Genesis, den Berichten der Erzväter und aus der Josephsgeschichte. Unter diesen frühbarocken Bildern sind die Namen der Stifter und ihre Hausmarken verzeichnet.
Die Kapelle im Nordflügel des Querhauses ist dem Gedenken der Weltkriegstoten gewidmet. Dem Kapellenzugang gegenüber hängt das Gemälde Christus vor dem hohen Rat von 1697 an der Rückwand des Chorgestühls.
Der bronzene Taufkessel stammt aus dem Jahr 1508 (siehe Taufbecken St. Stephan (Tangermünde)).

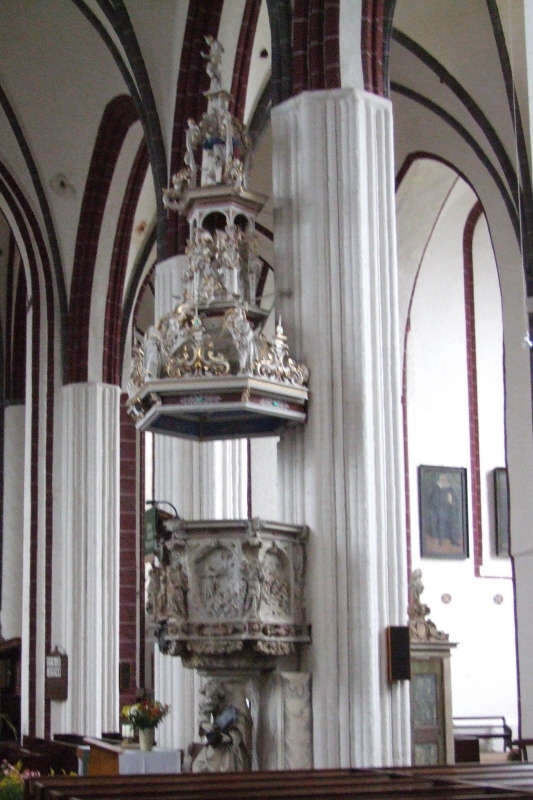
Kanzel
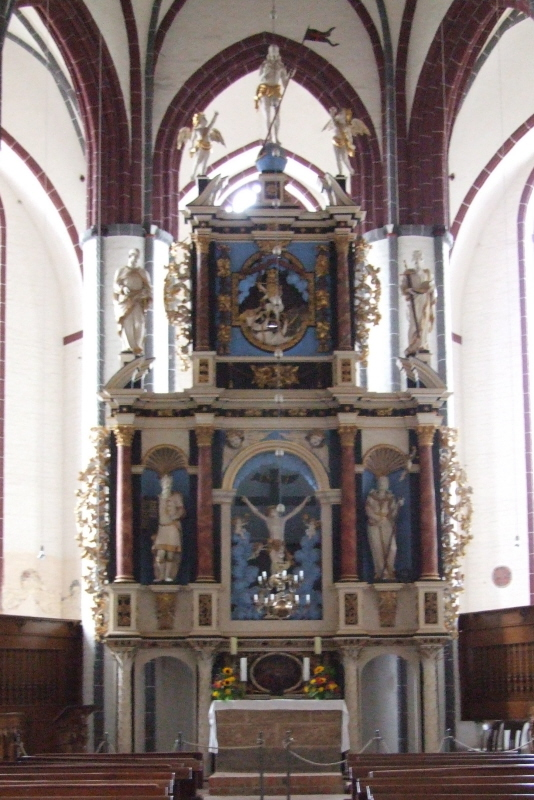
Hochaltar
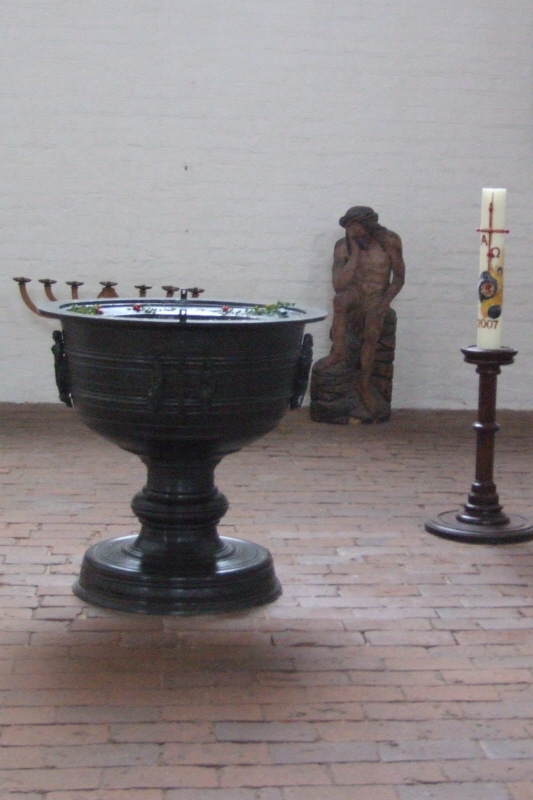
Taufkessel

## Scherer-Orgel

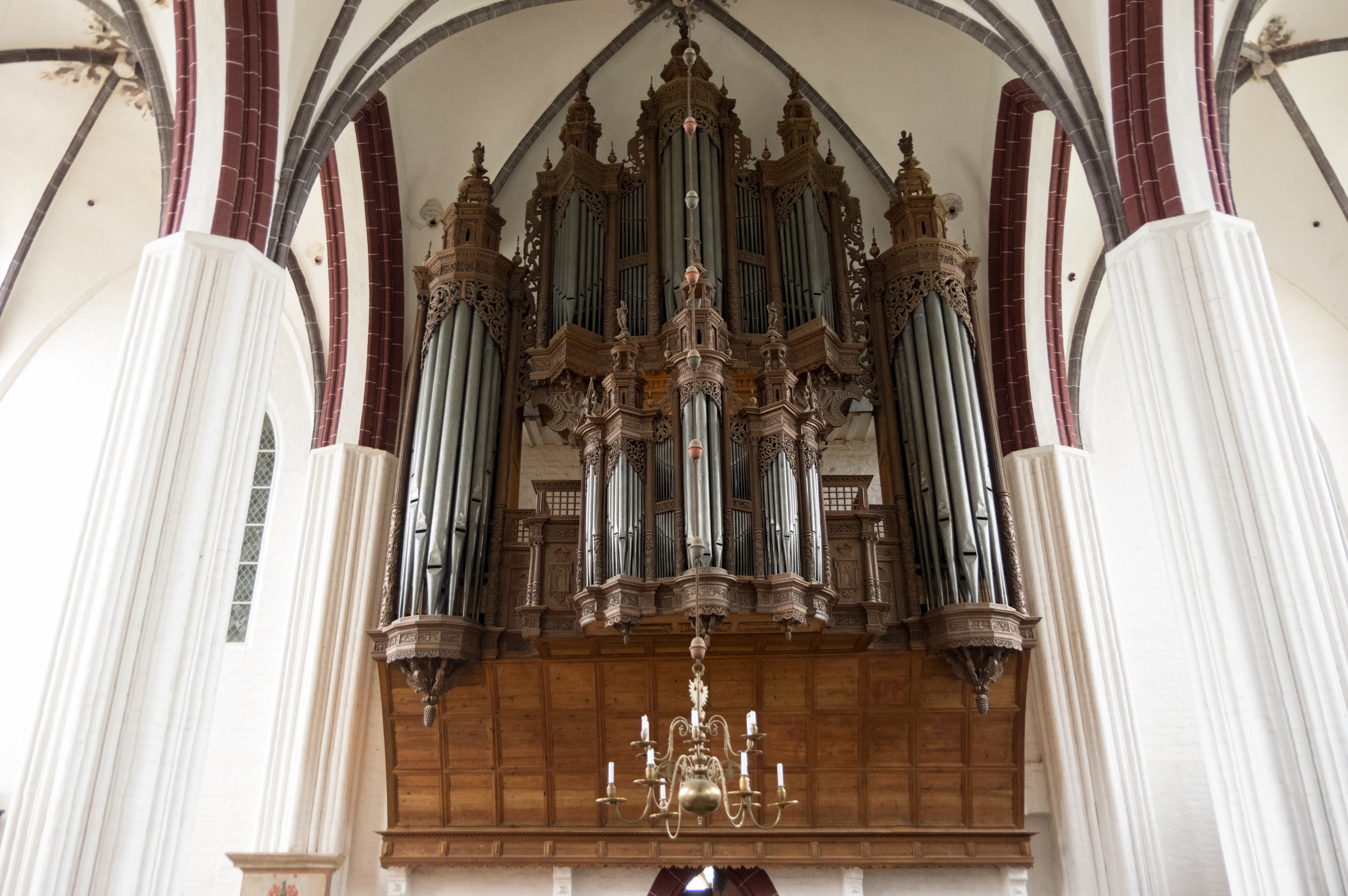
Scherer-Orgel (1624), Tangermünde

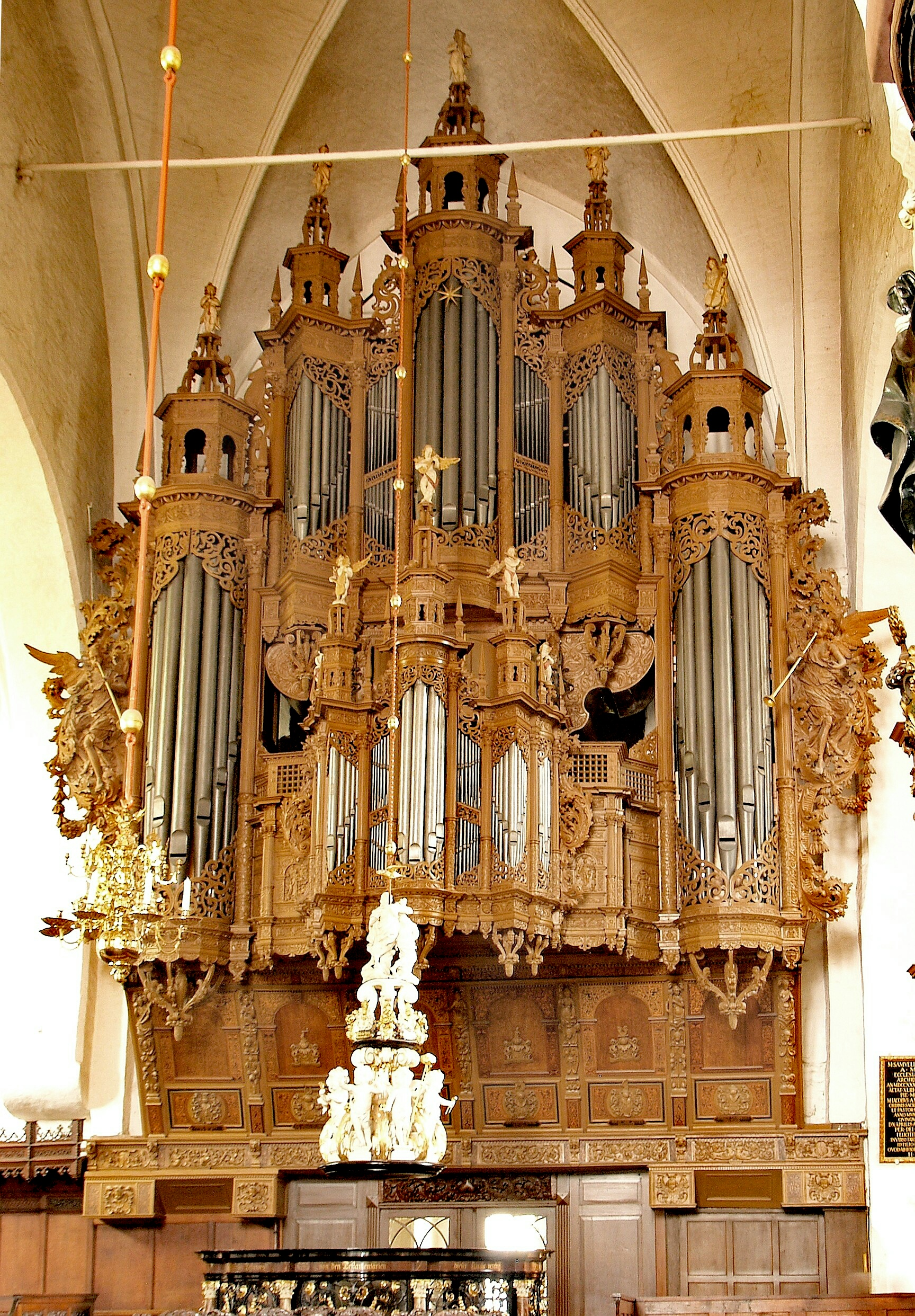
Zum Vergleich: Prospekt der Scherer-Orgel (1624/1625) in St. Aegidien zu Lübeck

Von besonderer Bedeutung ist die 1623/1624 von Hans Scherer dem Jüngeren geschaffene Orgel. Tangermünde war damals Mitglied der Hanse und konnte sich eine Orgel vom als der damals beste Orgelbauer geltenden Scherer leisten. Die Scherer-Orgel stellt einen Höhepunkt der Orgelbaukunst der Renaissance dar.
Der Prospekt in Tangermünde gleicht dabei im Aufbau einer Abbildung einer idealen Orgel, die schon 1619 bekannt wurde, und zwar in der Geschichte und Lehre des Instrumentenbaus, die Michael Praetorius unter dem Titel De Organographia als zweiten Band des Syntagma musicum veröffentlichte. Dort steht das Idealbild einer solchen Orgel als zweite Illustration (Holzschnitt) im Abschnitt Theatrum Instrumentorum seu Sciagraphia, der die Abbildungen der Instrumente enthält. Der Holzschnitt des „Rückpositieffleins“ dieser Orgel wiederum ist auch auf dem Titel der Tabulatura Nova Samuel Scheidts abgebildet. Diese bedeutende Sammlung von Werken für Clavierinstrumente (Orgel, Cembalo, Clavichord) erschien 1624 in Hamburg, in demselben Jahr, in dem die Orgel in Tangermünde fertiggestellt wurde.
Ein weiteres sehr ähnliches, zeitgleiches Beispiel dieses Schererschen Prospekttypus ist wiederum der erhaltene Prospekt der Orgel, die Scherer 1624–1625 in der Aegidienkirche zu Lübeck baute. Das Lübecker Instrument wurde jedoch im Vergleich zu seinem Pendant in Tangermünde weitaus aufwendiger durch Holzschnitzereien und Intarsien ausgeschmückt. Das zwischen Hauptwerk und Pedaltürmen angebrachte Schnitzwerk stammt allerdings nicht von Scherer.
Nach verschiedenen Instandsetzungsmaßnahmen durch die Orgelbauer Johann Georg Helbig und Elias Wernitz zu Beginn des 18. Jahrhunderts baute Johann Michael Röder die Orgel in den Jahren 1711–1716 um. Um 1790 ersetzte Johann Gottfried Zabel die Windladen und Trakturen von Haupt- und Oberwerk. Tiefgreifender war der Umbau von Friedrich Hermann Lütkemüller in den Jahren 1856–1858, der etliche Register austauschte und die Klaviaturen sowie im Rückpositiv und Pedal Laden und Trakturen erneuerte. Bis 1930 wurden weitere kleinere Umbauten durchgeführt, so 1939 von P. Furtwängler & Hammer. Nachdem das Instrument kaum noch spielbar war, baute A. Schuke es 1983 ab und brachte es in die Werkstatt nach Potsdam. Der Spieltisch wurde 1988 stabilisiert und das Gehäuse 1990–1992 restauriert.
Von 1991 bis 1994 wurde die Orgel von Schuke umfassend restauriert. Dabei wurde das vermutete ursprüngliche Klangbild rekonstruiert. Diese Annäherung an den Ursprungszustand konnte unter anderem angestrebt werden, da noch 50 % der Originalpfeifen vorhanden waren. Die Orgel in St. Stephan ist eine der bedeutendsten Orgeln aus der ersten Hälfte des 17. Jahrhunderts, am Übergang von Renaissance zu Frühbarock. Von allen Scherer-Orgeln verfügt sie neben dem originalen Gehäuse über den größten erhaltenen Pfeifenbestand. Sie wurde als „Orgeldenkmal von europäischem Rang“ bezeichnet.
2018/2019 rekonstruierte Schuke zwei Zungenregister im Rückpositiv. Die Register Krummhorn 8′ und Regal 8′ wurden über den gemischten Stimmen eingebaut, nachdem sich Indizien für die Existenz einer Oberlade fanden. Das Instrument ist mitteltönig gestimmt und weist folgende Disposition mit 34 klingenden Registern auf:
| I Rückpositiv CDEFGA–c3 |               |      |
| 01.                     | PRINCIPAL     | 8′   |
| 02.                     | Gedact        | 8′   |
| 03.                     | Quintadeen    | 8′   |
| 04.                     | OCTAVA        | 4′   |
| 05.                     | Holflöit      | 4′   |
| 06.                     | Zifelit       | 1⁄2′ |
| 07.                     | MIXTUR        |      |
| 08.                     | Scharp        |      |
| 09.                     | Krumbhorn     | 8′   |
| 10.                     | Messing Regal | 8′   |

| II Oberwerk CDEFGA–c3 |            |     |
| 11.                   | PRINCIPAL  | 16′ |
| 12.                   | Quintadeen | 16′ |
| 13.                   | OCTAVA     | 8′  |
| 14.                   | Gedact     | 8′  |
| 15.                   | Flöite     | 4′  |
| 16.                   | Ruspipe    |     |
| 17.                   | MIXTUR     |     |
| 18.                   | Scharp     |     |

| III Oberpositiv CDEFGA–c3 |           |    |
| 19.                       | PRINCIPAL | 8′ |
| 20.                       | Holpipe   | 8′ |
| 21.                       | Floit     | 4′ |
| 22.                       | Nasath    | 3′ |
| 23.                       | Waldflöit | 2′ |
| 24.                       | Zimbel    |    |
| 25.                       | Trommete  | 8′ |
| 26.                       | Zincke    | 8′ |
|                           | Tremulant |    |

| Pedal CDEFGA–d1 |               |     |
| 27.             | PRINCIPAL     | 16′ |
| 28.             | Untersatz     | 16′ |
| 29.             | OCTAVEN Baß   | 8′  |
| 30.             | Flöiten Baß   | 4′  |
| 31.             | Ruspipen Baß  |     |
| 32.             | Bassunen Baß  | 16′ |
| 33.             | Trommeten Baß | 8′  |
| 34.             | Cornetten Baß | 2′  |

- Koppeln: III/II (Manualschiebekoppel)
- Tremulant, 4 Sperrventile, Calcant

## Glocken
Als Hermann Große 1869 das Geläut lieferte, bestand es aus vier Glocken. Die kleine as1-Glocke mit 491 kg wurde im Ersten Weltkrieg vernichtet.
Die zwei großen Glocken wurden für Kriegszwecke beschlagnahmt, blieben jedoch vom Einschmelzen verschont. Nach ihrer Rückführung nach St. Stephan im Jahre 1949 wurden sie wieder an ihren originalen Holzjochen aufgehängt. Im Jahr 1961 wurden sie an gekröpften Stahljochen aufgehängt. Während einer umfassenden Sanierung im Jahre 2010 wurden die Glocken um 90° in ihre ursprüngliche Position gedreht. Gerade Holzjoche und neue Klöppel wurden ebenfalls eingebaut.
Die große Glocke hängt im Mittelbau in einem wertvollen Glockenstuhl von 1767. Die beiden kleineren Instrumente sind, jedes in einem eigenen Glockenstuhl, auf den Nord- und den Südturm verteilt.
Dem Uhrschlag dienen zwei Schalenglocken, die im Jahr 2000 neu gegossen wurden, in der offenen Turmlaterne.
| Nr. | Name         | Gussjahr | Gießer, Gussort        | Durchmesser (mm) | Gewicht (kg) | Nominal (16tel) | Turm      |
| 1   | Große Glocke | 1869     | Hermann Große, Dresden | 1962/1966        | 4027         | as0 −5          | Mittelbau |
| 2   |              | 1869     | Hermann Große, Dresden | 1563             | 2023         | c1 −9           | Südturm   |
| 3   | Brautglocke  | 1869     | Hermann Große, Dresden | 1299             | 1306         | es1 −11         | Nordturm  |

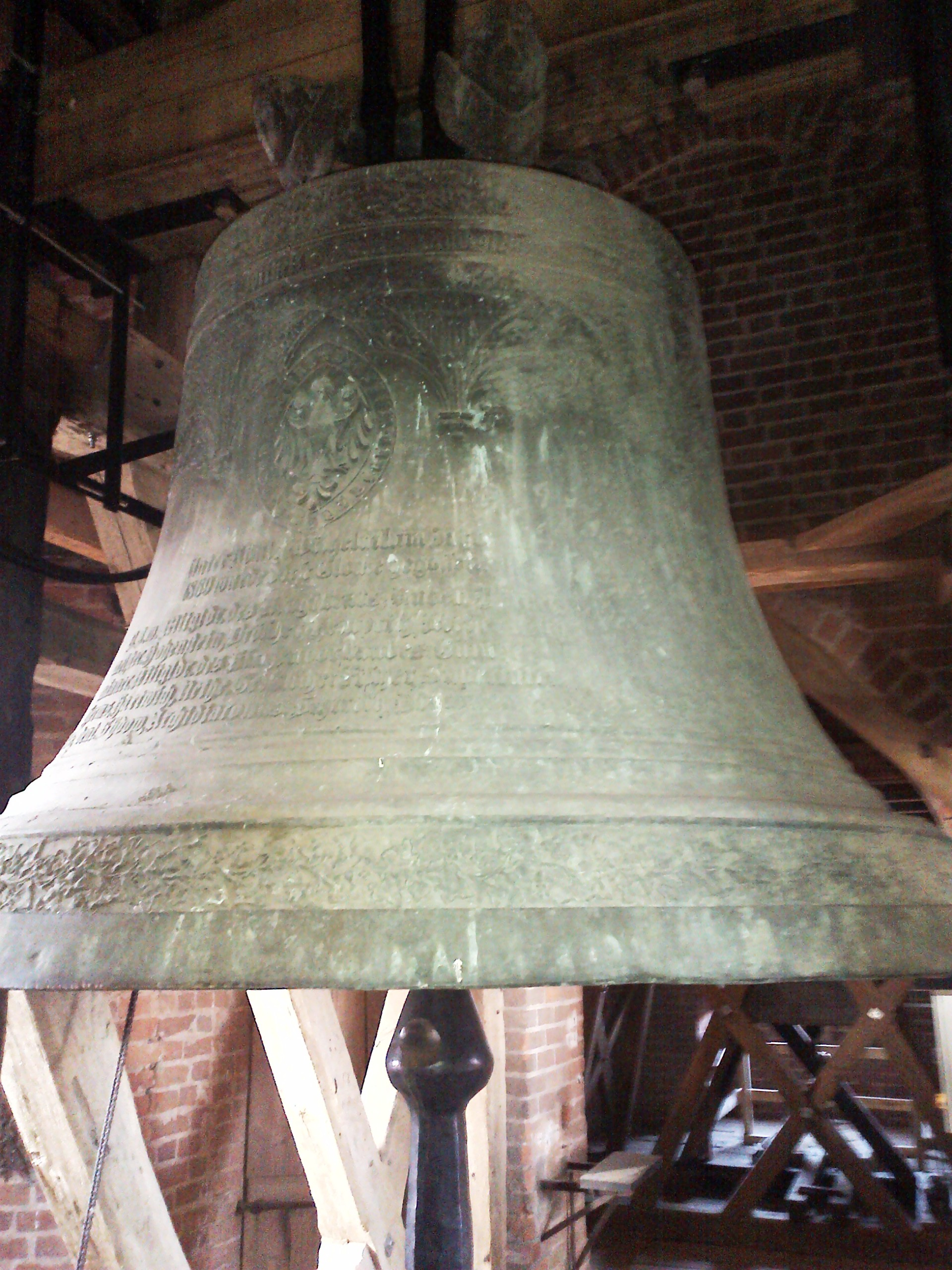
Große Glocke im Mittelbau
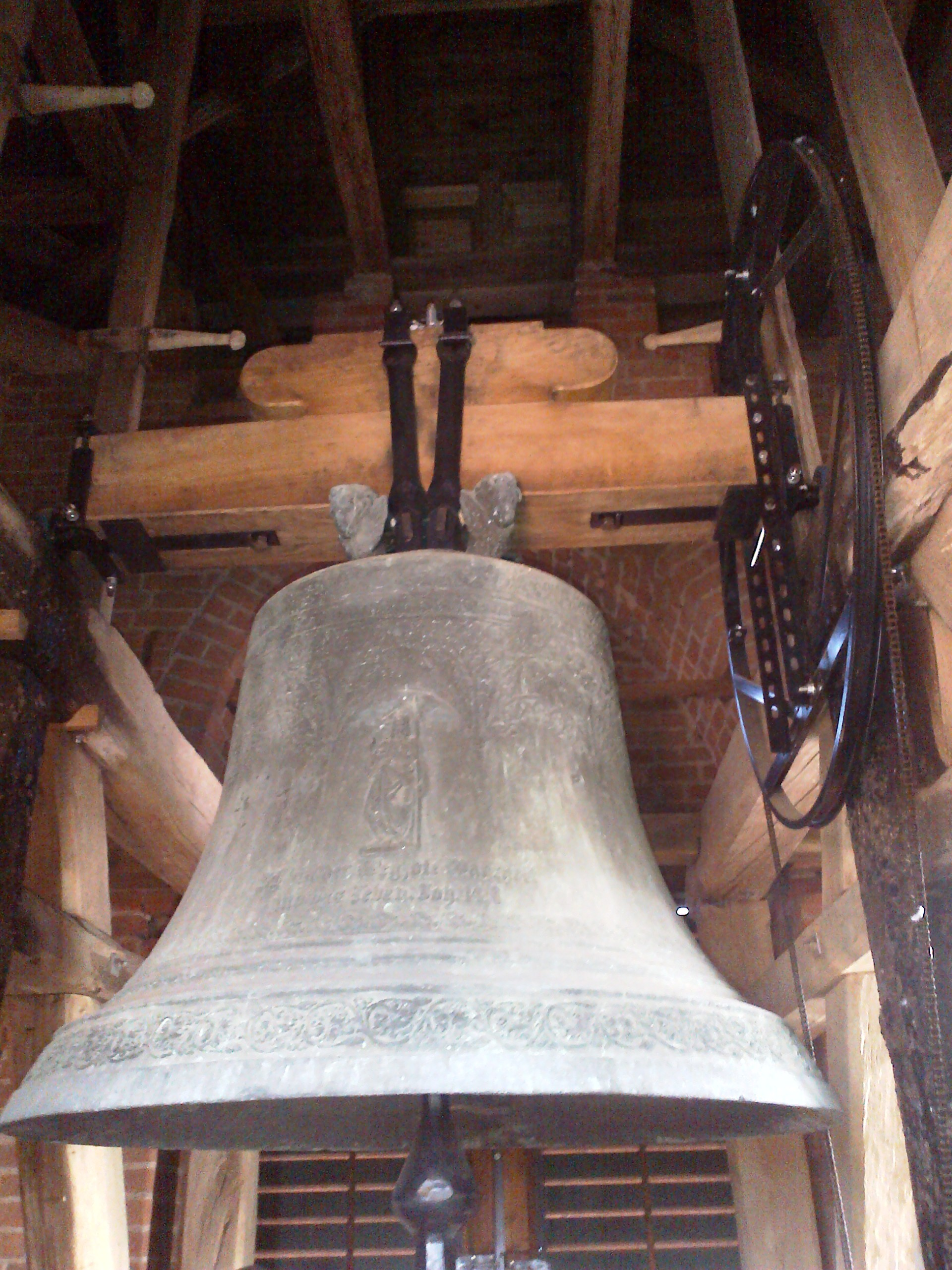
Mittlere Glocke im Südturm
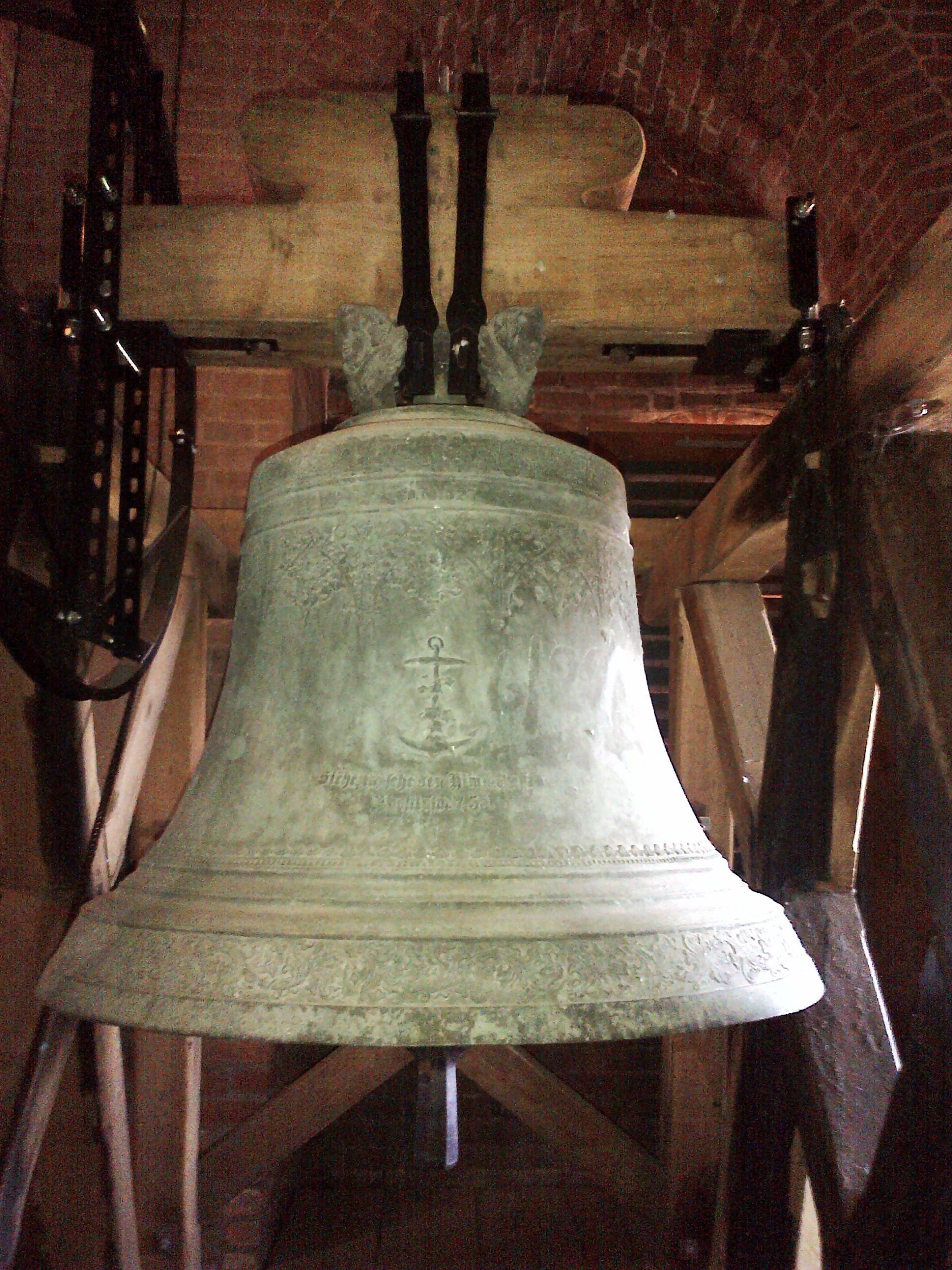
Kleine Glocke im Nordturm

## Astronomische Uhr
Im Chorumgang hinter dem Hochaltar erhebt sich eine astronomische Uhr, die den gesamten Raum zwischen den beiden Pfeilern ausfüllt. Dieses Meisterwerk, bestehend aus einem Uhrwerk und dem dazugehörigen Ziffernblatt gehört zum Typ der hanseatischen astronomischen Uhren und ist das Ergebnis einer über zehnjährigen Arbeit, initiiert und entwickelt vom Tangermünder Ingenieur Volker Schulz. Ziel dieses Projekts war die Bereicherung der historischen Hansestadt Tangermünde um eine Uhr, die ihre Verbundenheit zur Hansezeit widerspiegelt und sich in den Kanon der Hanseuhren eingliedert.
In enger Zusammenarbeit mit dem Metallbildhauer Thomas Leu aus Halle (Saale) entstand das Außendesign dieser Uhr. Die kreisrunde, konkave Gehäuseform erweckt beim Betrachter den Eindruck einer Himmelskuppel. Dieses Design verbindet die Funktion der Uhr mit ästhetischem Anspruch und einer Beziehung zur Umgebung, in diesem Fall, von St. Stephan.
Die äußere Erscheinung der Uhr ist geprägt von Kreisbahnen und Zahnradsegmenten, die an die Bahnen von Sternen und Planeten erinnern und symbolisch auf das Innenleben des Uhrwerks verweisen. Die Lochungen auf diesen Bahnen erinnern an technische Details und verleihen der Uhr eine charakteristische astronomische Note. Das Ziffernblatt ist klar und einfach ablesbar und verwendet die Schriftart Book Antiqua, um die Tierkreiszeichen, Monate, Wochentage und Tageslichtdauer darzustellen. Die einzelnen Ringsegmente des Ziffernblatts sind durch klare Fugen getrennt, was grafische Unterteilungen überflüssig macht. Fünf Zeiger ermöglichen das Ablesen der einzelnen Informationen des Ziffernblatts.
Die Uhr besteht aus lasergeschnittenem Aluminium in verschiedenen Materialstärken. Die ausgewählte Farbgebung, einschließlich des charakteristischen bräunlichen Tons der Zahnradsegmente und des Tageszeigers, schafft Kontraste, die die Ringsegmenten hervorheben. Die Drehscheiben, die den Mond und den Sternenhimmel repräsentieren, sind in einem dunkelblauen Farbton matt eloxiert und mit vergoldeten Elementen geschmückt.
Hinter der Holzwand verbirgt sich ein rechteckiges Gehäuse, in dem das Uhrwerk untergebracht ist. Dieses Gehäuse ist in einer speziellen Öffnung in der Holzwand fest verankert und verfügt über eine Tür zur Wartung und zum Betreiben der Uhr, sei es elektronisch oder manuell. Besonderes Augenmerk kommt der astronomischen Uhr von Tangermünde zu, da sie die jüngste Uhr dieser Art im gesamten deutschsprachigen Raum ist.
Die astronomische Uhr von Tangermünde ist ein Kunstwerk, das nicht nur die Zeit misst, sondern auch eine Verbindung zwischen modernster Technologie, zeitloser Ästhetik und dem reichen kulturellen Erbe der Hansestadt herstellt.

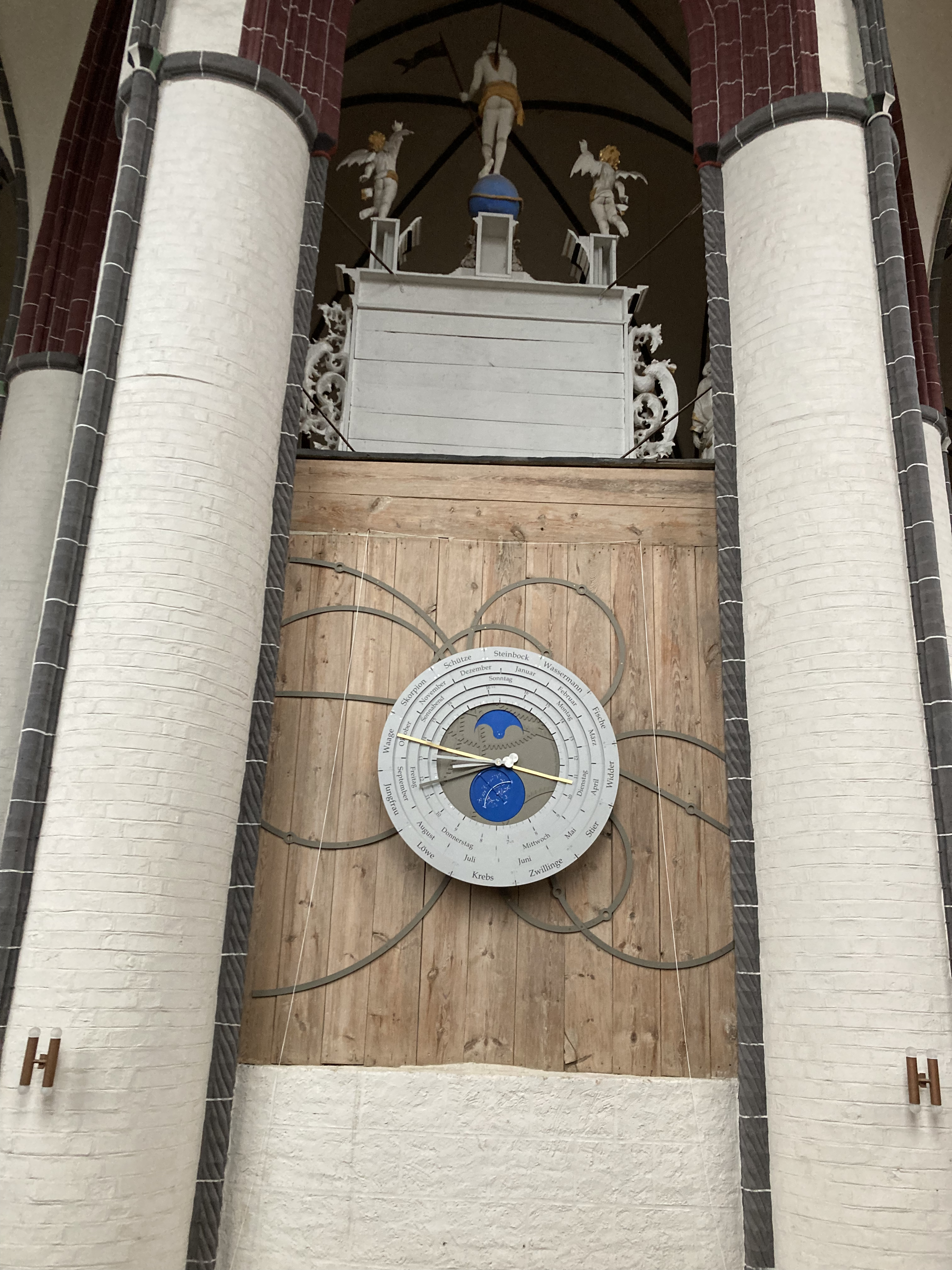
Außenansicht
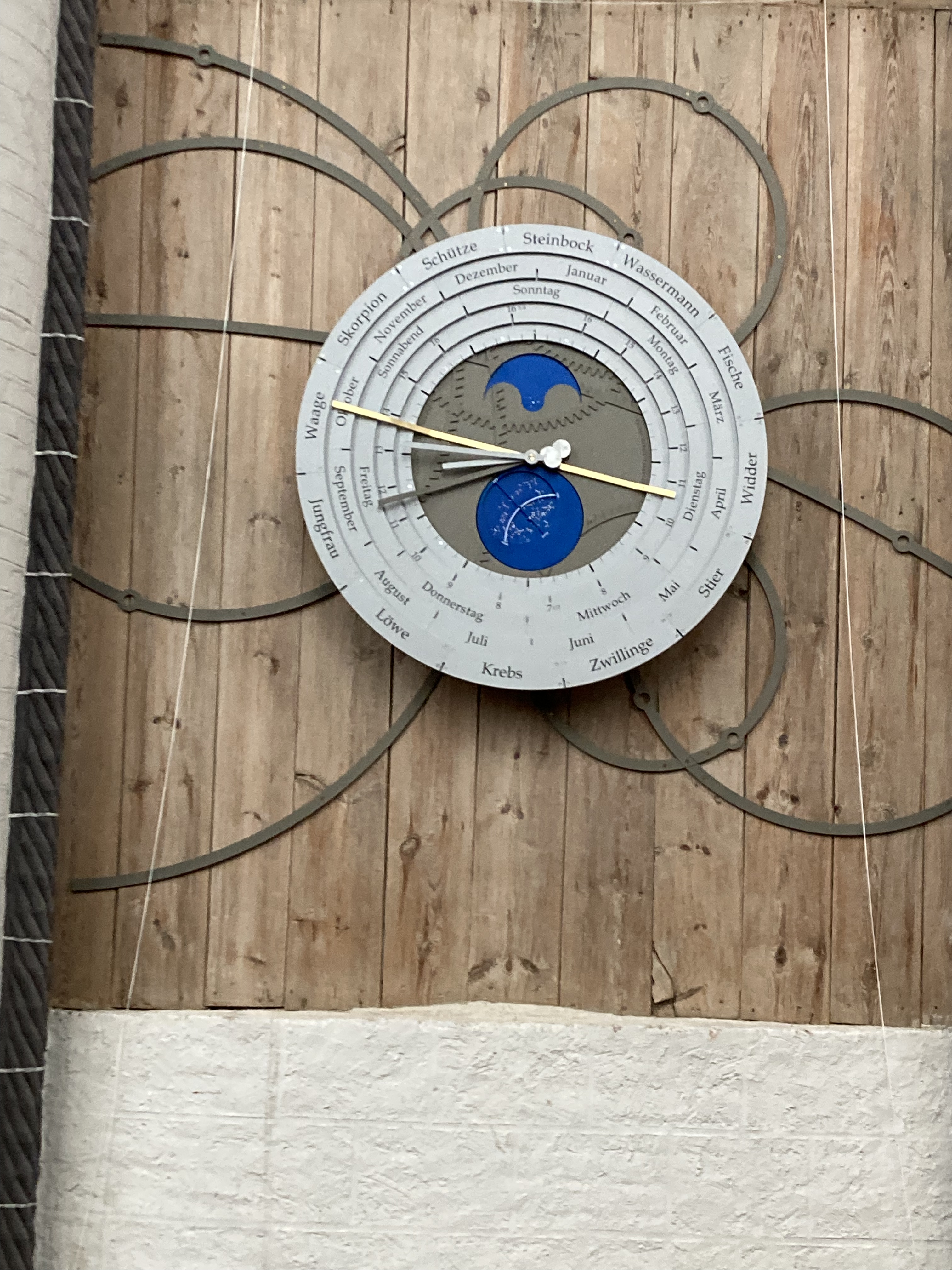
Detailansicht
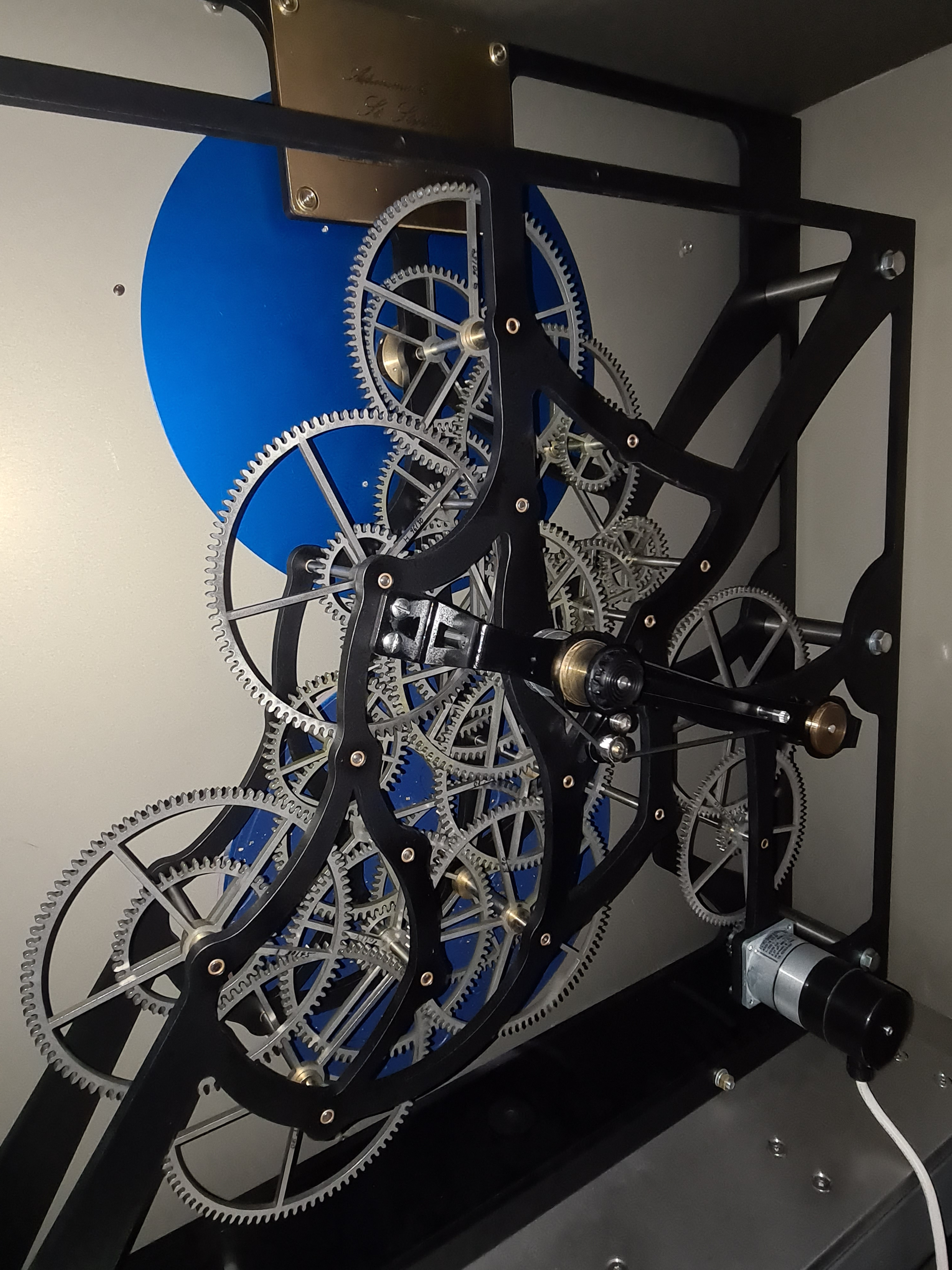
Uhrwerk